# Micrococcus luteus
Micrococcus luteus (лат.) — вид актинобактерий из семейства Micrococcaceae. Неподвижная, кокковидная бактерия-сапрофит, образующая тетрады (сборки из четырёх микроорганизмов), имеет яркую жёлтую или золотистую пигментацию, по Граму окрашивается положительно или вариабельно. Этот вид микрококков даёт положительные реакции на уреазу и каталазу, и чувствителен к бацитрацину. Он является облигатным аэробом и широко распространён в окружающей среде: его обнаруживают в почвах, пыли, воде, воздухе. Он также является частью нормальной микробиоты поверхности кожи человека и млекопитающих. У человека M. luteus также колонизирует полость рта, слизистые оболочки, ротоглотку и верхние дыхательные пути. Для человека с нормальной функцией иммунной системы M. luteus, как правило, опасности не представляет. Этот микроорганизм был открыт Александром Флемингом в 1928 году, ещё до открытия им пенициллина. Один из наиболее распространенных штаммов M. luteus (ATCC 9341) ныне реклассифицирован как Kocuria rhizophila.

## Аурофильность
Данный вид микрококков также интересен тем, что является первым и пока единственным микроорганизмом, у которого обнаружена способность факультативно использовать ионы золота в качестве кофактора для НАД-зависимой метанмонооксигеназы. В присутствии ионов золота в питательной среде этот фермент у данного микроорганизма использует в своём активном центре окислительно-восстановительную пару, в которой золото циклически меняет валентность с Au(I) на Au(III) и обратно в ходе работы фермента. В отсутствие ионов золота в питательной среде этот фермент использует железо, но с золотом работает более эффективно.

## Тесты для точной идентификации
Применяются следующие тесты:
| Тест                                | Результат теста                         |
| ----------------------------------- | --------------------------------------- |
| Окраска по Граму                    | Положительная (+)                       |
| Наличие каталазы                    | Положительный (+)                       |
| Образование кислоты из глюкозы      | Отрицательный (−)                       |
| Чувствительность к бацитрацину      | Чувствительна (+)                       |
| Подвижность                         | Отрицательный (−) — бактерия неподвижна |
| Способность восстанавливать нитраты | Положительная (+) реакция на нитраты    |
| Наличие уреазы                      | Положительный (+)                       |